# Nekropole von Montalè
Die Nekropole von Montalè ist eine archäologische Stätte im Ortsteil Li Punti am Stadtrand von Sassari in der Metropolitanstadt Sassari auf Sardinien. Im Vergleich zu anderen Nekropolen auf der Insel (Mesu ’e Montes, Montessu, Moseddu, Puttu Codinu, Sant’ Andria Priu, Santu Pedru oder Sos Furrighesos) zeigt sie ein abweichendes Aussehen. Es handelt sich nicht um horizontal in den Felssturz geschnittene Kammern, sondern um Kammern, die wie bei Anghelu Ruju die über Schächte, Treppen oder Dromoi erreicht werden.

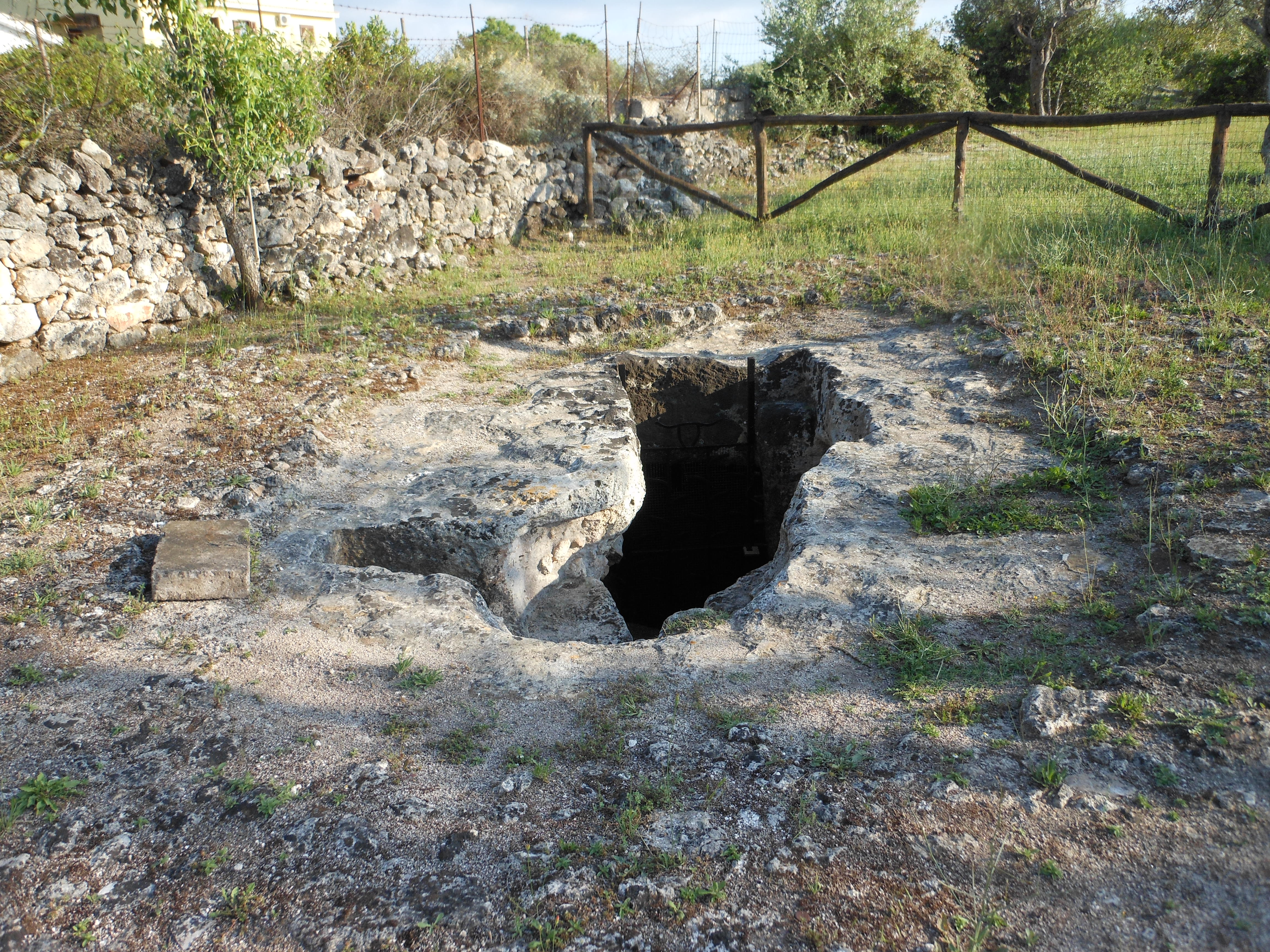
Tomba V

Die in den frühen 1980er Jahren durch Zufall entdeckte Nekropole war 1983 und 2001 Gegenstand komplexer archäologischer Untersuchungen der Archäologen Paola Basoli und Alba Foschi Nieddu. Basierend auf dem architektonischen und dekorativen Aussehen war es möglich, die Anlage in den endneolithischen Horizont der Ozieri-Kultur (3500–2900 v. Chr.) zu platzieren. Eine Nachnutzung ist durch die Entdeckung von Fragmenten von Tonwaren der Monte-Claro-Kultur in der Kupferzeit (2500 v. Chr.) belegt.

## Beschreibung
Die Nekropole besteht aus Domus de Janas, die in einer kalkhaltigen Steinschicht erhalten blieben. Die Nähe eines Tuff-Steinbruchs weist auf eine ehemals größere Ausdehnung. Von den sechs Domus wurden drei in historischer Zeit wesentlich verändert. Nur die Gräber V und VI haben ihre ursprüngliche Struktur behalten.

## Tomba V
Tomba V ist besonders bekannt für die Präsenz von architektonischen und figurativen Verzierungen, die im Flachrelief in den Fels gehauen sind. Sie bestehen aus länglichen rechteckigen Stierköpfen mit großen halbmondförmigen Hörnern und einem Stierhornboot über dem Zugang zu einer Seitennische. Aus diesem Grund wird Grab V „Tomba delle protomi taurin“ genannt. Der Zugang zum Domus erfolgt über einen Schacht, der zu einer Vorkammer ohne die ursprüngliche Decke führt. Die rechteckige Hauptkammer mit einer zentralen Säule misst 3,4 × 3,0 × 1,25 m. Radial um die Hauptkammer angeordnet liegen sieben Nebenkammern oder Zellen, die durch drei Türen dekoriert mit Gesimse, Lisenen und falschen Stützbalken vor und hinter beiden Seiten des Eingangs zugänglich sind. Die Art der Stierplastiken dieses Domus de Janas entspricht denen der Nekropolen in Ossi und Calancoi.

Nekropole von Montalè
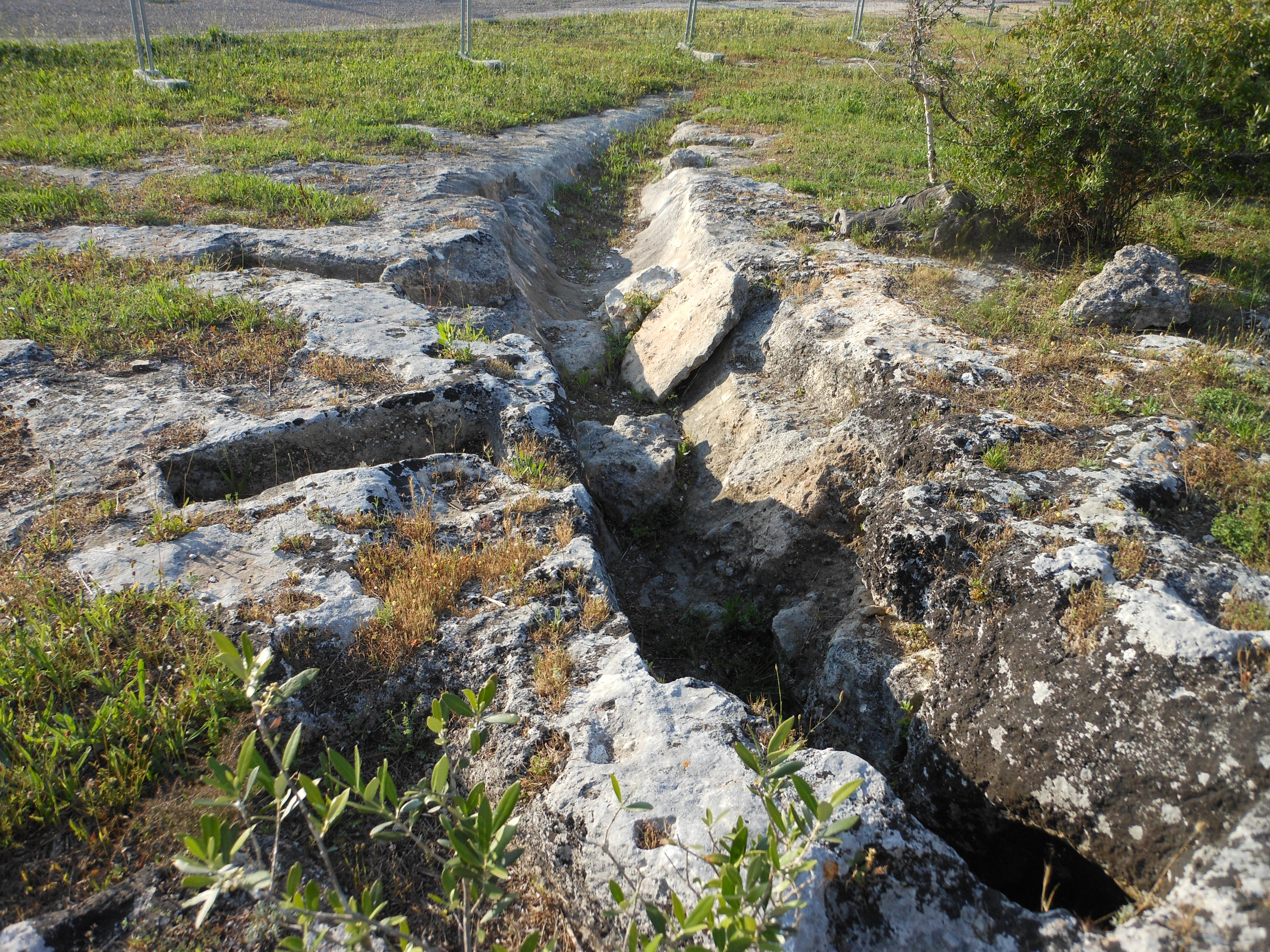
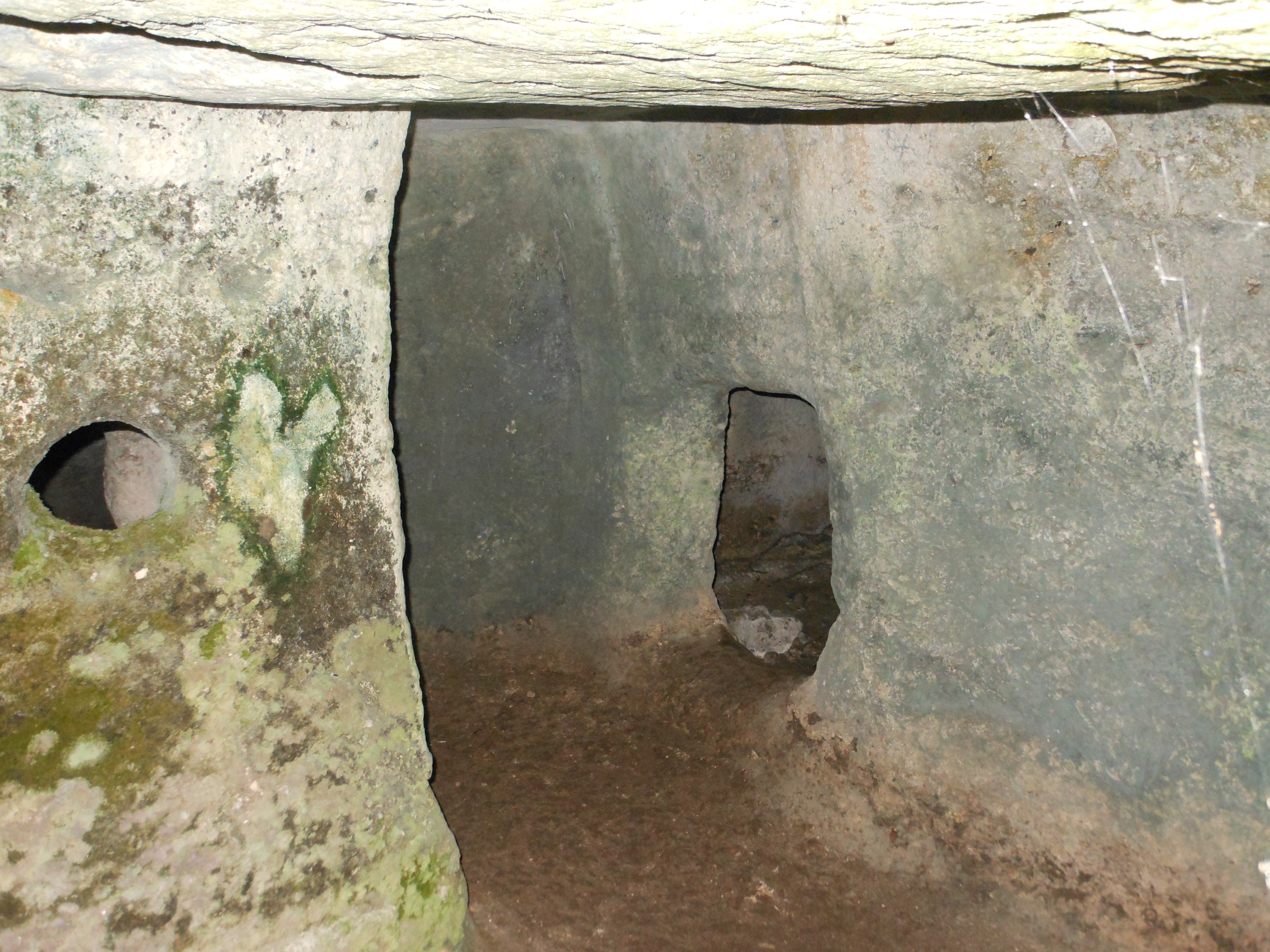
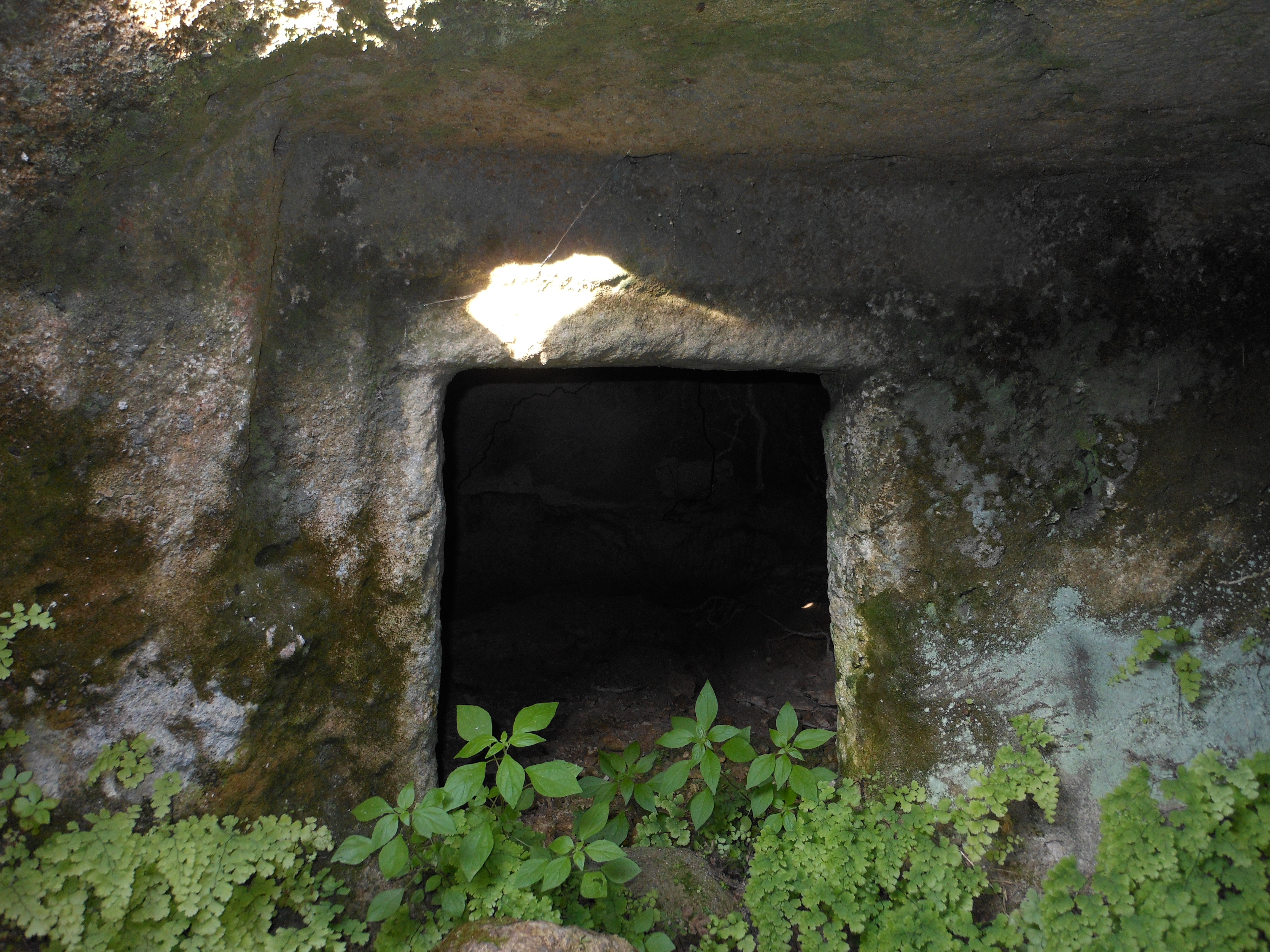

## Tomba VI
Im Gegensatz zu Tomba V hat Tomba VI planimetrische „Längsproportionen“. Der Zugang erfolgt über einen etwa horizontalen Korridor (Dromos) mit einer Länge von etwa 7,0 Metern. Tomba VI hat eine Hauptkammer mit einer zentralen Säule, die die Decke trägt und drei Seitenzellen, die in „T-Form angeordnet sind“, von denen eine zum Teil durch den Steinbruch zerstört wurde. In diesem Hypogäum gibt es keine figurativen Dekorationen, sondern nur ornamentale Türrahmen.